# 泉大津市立条南小学校
泉大津市立条南小学校（いずみおおつしりつ じょうなんしょうがっこう）は、大阪府泉大津市宮町にある公立小学校。

## 沿革
- 1975年（昭和50年）4月1日 - 泉大津市立上條小学校の敷地内において開校。
- 1975年（昭和50年）11月 - 現在地に本館落成。

## 通学区域
- 池園町（1番～13番）、北豊中町（1丁目～3丁目）、寿町、東雲町（11番～15番）、条南町（＊調整区域有り）、曽根町（3丁目）、二田町（1丁目～3丁目）、宮町[1]

※卒業後は基本的に泉大津市立東陽中学校に進学する。